# Preußenschlag

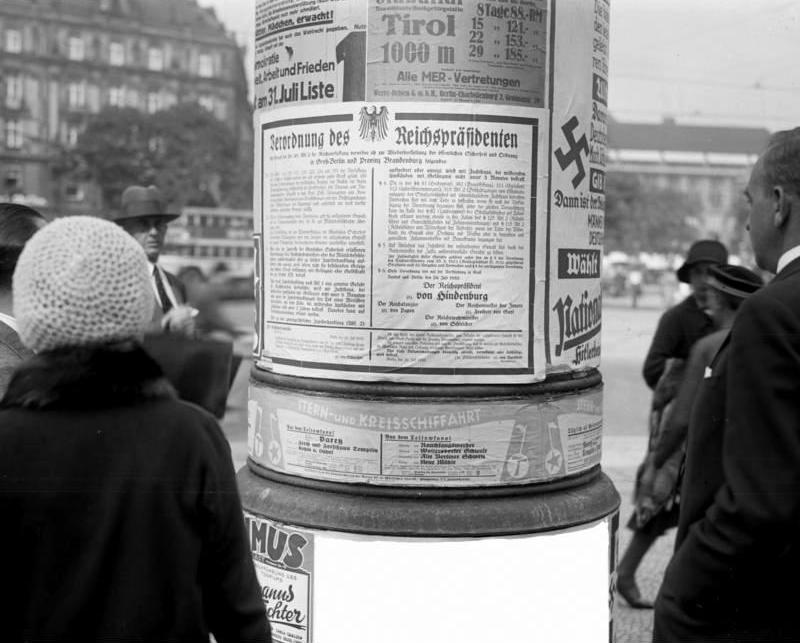
Die Notverordnung des Reichspräsidenten (Berlin im Juli 1932)

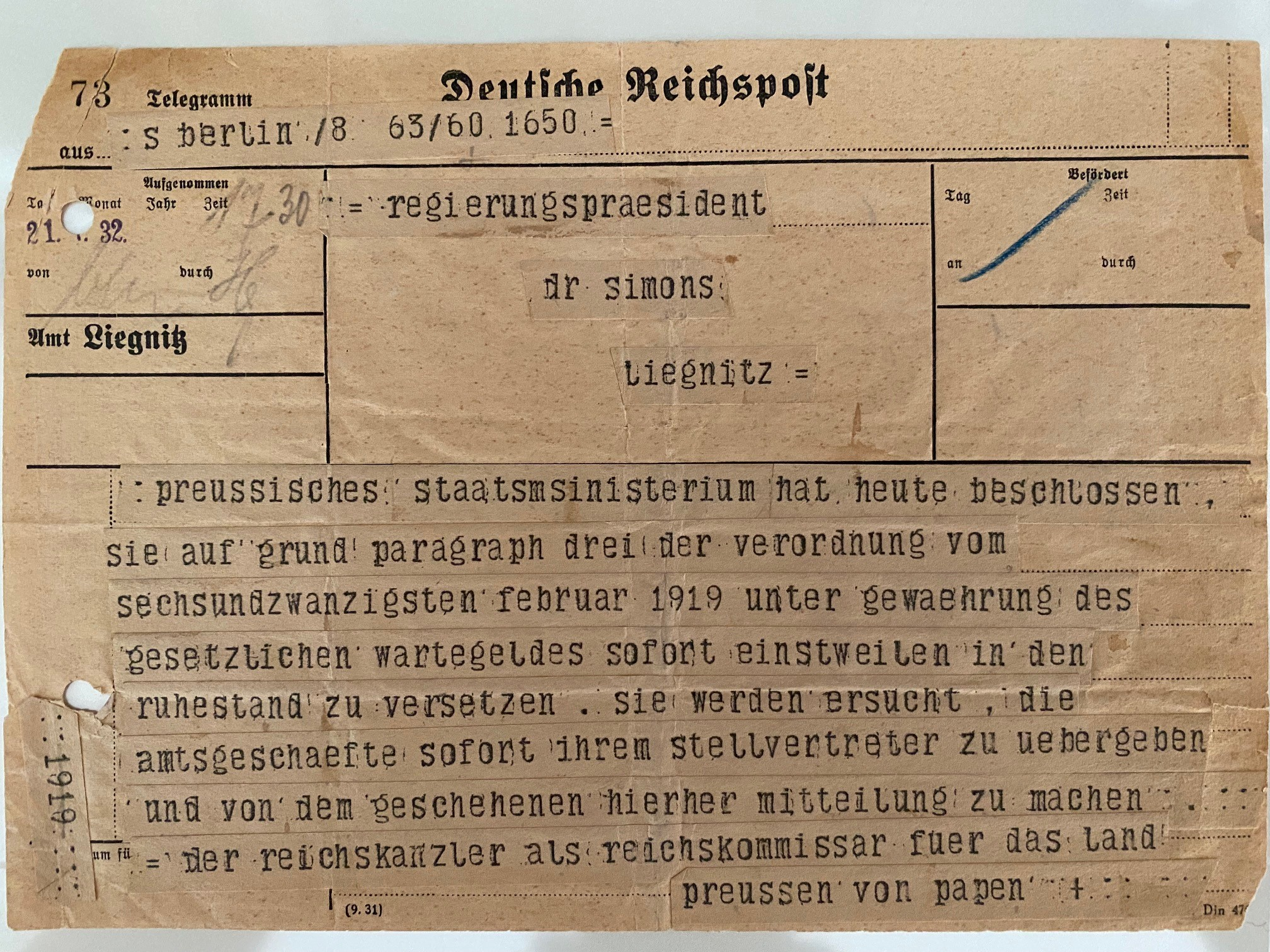
Telegramm von Papen an Hans Simons im Zuge des Preußenschlags

Durch einen als Preußenschlag (auch Staatsstreich in Preußen oder Papen-Staatsstreich) bezeichneten Putsch wurde am 20. Juli 1932 mithilfe einer Notverordnung des Reichspräsidenten Paul von Hindenburg die ohne parlamentarische Mehrheit geschäftsführende, legale Landesregierung des Freistaates Preußen unter Ministerpräsident Otto Braun durch den Reichskanzler Franz von Papen als Reichskommissar ersetzt. Eine zweite Verordnung vom selben Tag übertrug dem Reichswehrminister Kurt von Schleicher die vollziehende Gewalt im Freistaat Preußen und schränkte die Grundrechte dort ein.
So ging die Staatsgewalt im Freistaat Preußen, dem größten Land des Deutschen Reiches, auf die Reichsregierung von Franz von Papen über. Alle zivilgesellschaftlichen wie auch staatlichen Möglichkeiten des Protestes oder Widerstandes waren durch den Reichspräsidenten Paul von Hindenburg für illegal erklärt worden.
Folgen des Preußenschlages waren die Schwächung der seit 1919 geltenden föderalistischen Verfassung des Deutschen Reiches und die Erleichterung der späteren Zentralisierung des Deutschen Reiches unter Adolf Hitler. Hauptergebnis war jedoch die Ausschaltung des letzten möglichen Widerstandes des größten deutschen Landes gegen Franz von Papens politisches Ziel der Errichtung eines „Neuen Staates“. Adolf Hitlers Weg zur Macht wurde so entscheidend erleichtert. Motive und Chancen der Ereignisse werden unter Historikern kontrovers diskutiert.

## Historischer Kontext

### Diskussion um eine Neuordnung des Reiches
Das Verhältnis zwischen dem deutschen Gesamtstaat und dem preußischen Gliedstaat war seit den späten 1920er Jahren Gegenstand einer Diskussion, besonders öffentlichkeitswirksam von Seiten des Bundes zur Erneuerung des Reiches, dem auch Papen angehörte. Ziel dieses von Hans Luther gegründeten und nach ihm benannten Kreises war die Stärkung der Zentralgewalt, die Neugliederung Norddeutschlands, besonders Preußens, und die Schaffung eines autoritären Präsidialregimes. Einzelne Punkte seines Programms waren die Ersetzung von Regierung und Parlament Preußens durch Reichspräsident, Reichsregierung und Reichstag und die Ernennung von Provinzkommissaren durch den Reichskanzler.
Schon 1928 kam außerdem eine Länderkonferenz aus Mitgliedern des Reichskabinetts und sämtlichen Ministerpräsidenten zu der „gemeinsamen Entschließung“, dass die Weimarer Regelung des Verhältnisses zwischen Reich und Ländern unbefriedigend sei sowie einer grundsätzlichen Reform bedürfe und dass eine „starke Reichsgewalt“ notwendig sei. Ein Verfassungsausschuss wurde eingesetzt, der praktikable Vorschläge für eine Verfassungs- und Verwaltungsreform sowie für eine sparsame Finanzwirtschaft erarbeiten sollte.
Am 21. Juni 1930 lagen die Gutachten vor. Die vier Hauptforderungen waren in der Darstellung von Arnold Brecht, damals Ministerialdirektor der preußischen Staatskanzlei und „Architekt des Reformplans“, später Hauptvertreter der preußischen Landesregierung im Prozess gegen die Notverordnung:
- die Zentralverwaltung der preußischen Landesregierung mit der Zentralverwaltung der Reichsregierung zu vereinigen,
- die regionalen und örtlichen preußischen Behörden mit denen des Reiches zu vereinigen,
- Preußen als Staat oder Land vollständig zu beseitigen

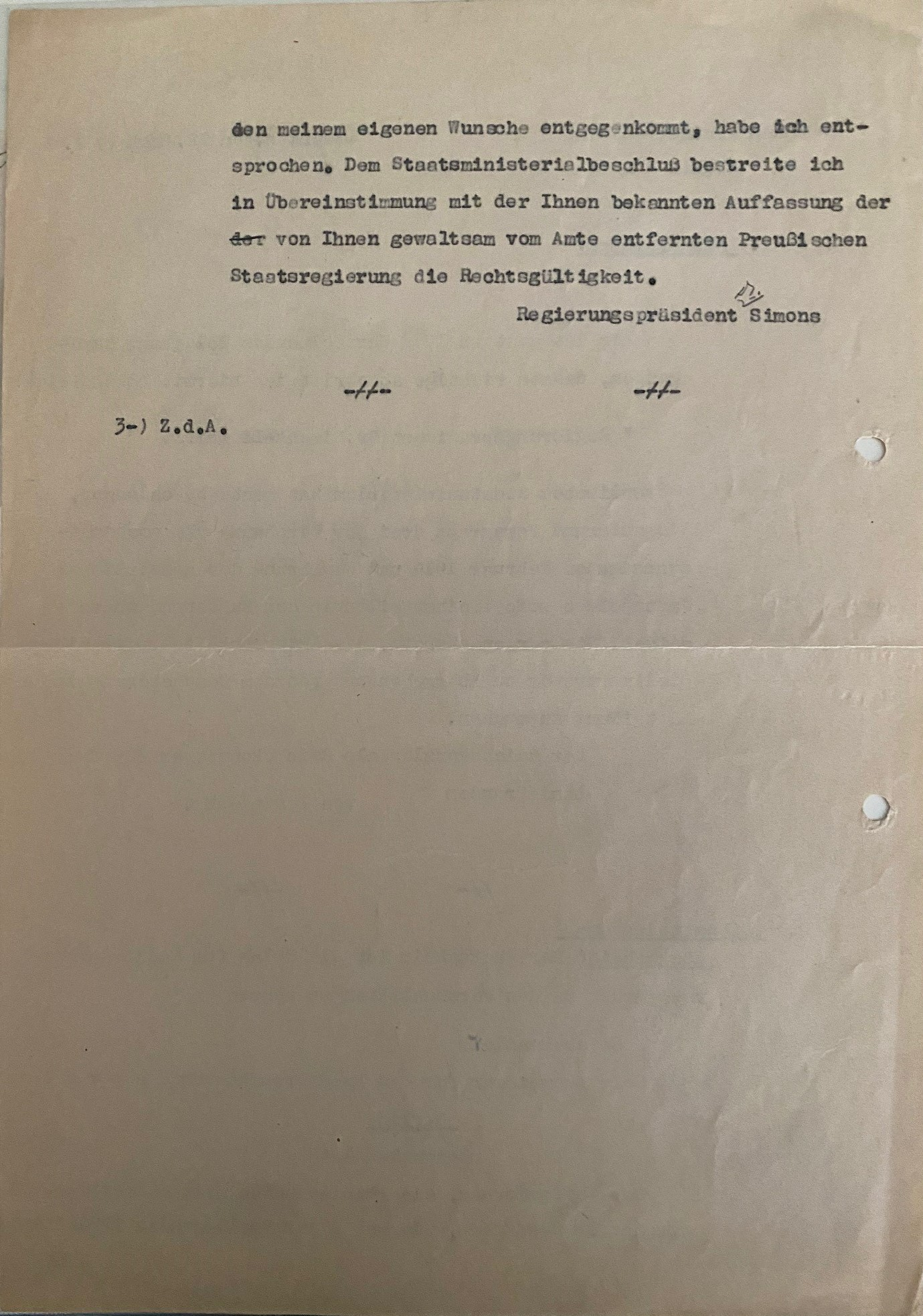
Aktenvermerk Hans Simons zum Telegramm von Papen (Rückseite)

- Aktenvermerk Hans Simons zum Telegramm von Papen (Vorderseite)Aktenvermerk Hans Simons zum Telegramm von Papen (Rückseite)und die dreizehn preußischen Provinzen einschließlich Berlins als neue Länder unmittelbar der Reichsregierung zu unterstellen.[4][5]

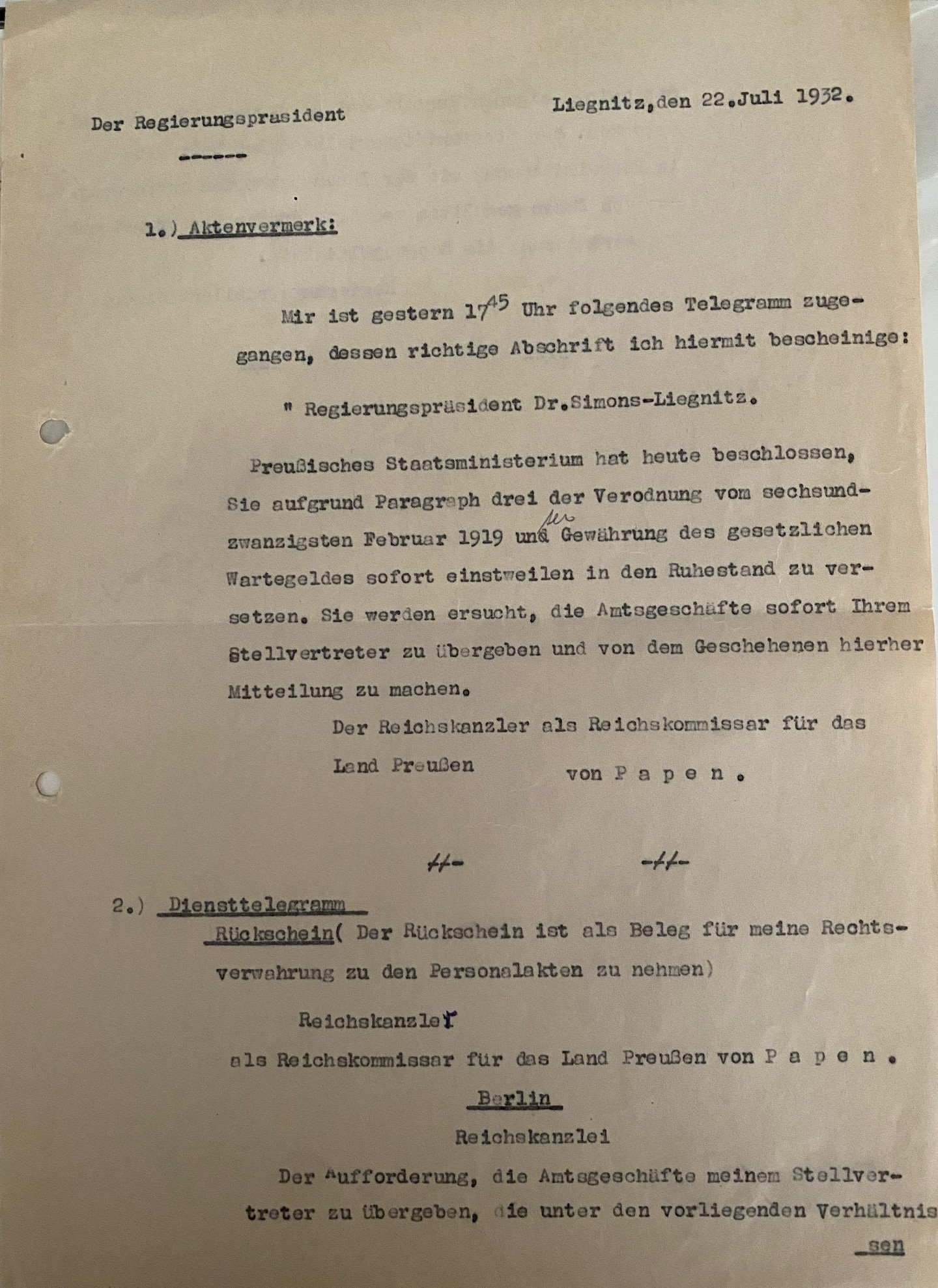
Aktenvermerk Hans Simons zum Telegramm von Papen (Vorderseite)

Die Reformbemühungen sahen sich meist dem Einspruch Bayerns und Preußens ausgesetzt.
Eine Umsetzung des Programms war wegen der politischen Entwicklungen nicht mehr möglich, aber, wie Everhard Holtmann darstellt, „Kernstücke des Reformpakets, etwa die Aufhebung der Eigenstaatlichkeit Preußens, wurden ... im innenpolitischen Machtkampf hinfort gezielt instrumentalisiert“.

### Papens Idee eines „Neuen Staates“
Papens Initiative für den Preußenschlag muss innerhalb des Plans der Errichtung eines „Neuen Staates“ verstanden werden, ein Konzept, das vor allem Walther Schotte und Edgar Jung propagiert hatten. Es ging ihnen nicht um die Begünstigung der Nationalsozialisten, sondern um die Schaffung einer autoritären Vorform der Monarchie, eines autoritären Präsidialregimes mit einem vom Vertrauen des Reichspräsidenten abhängigen Reichskanzler und mit einer in ihren Rechten stark eingeschränkten Volksvertretung ähnlich der Verfassung des Kaiserreiches. Langfristiges Ziel Papens war die Wiederherstellung der Monarchie der Hohenzollern. Der „Neue Staat“ sollte über partikularen Interessen stehen und für die wirtschaftliche Entwicklung die nötige Sicherheit, Ordnung und Ruhe schaffen.

## Situation in Preußen nach den Landtagswahlen vom 24. April 1932
Der Freistaat Preußen war seit 1920 von einer stabilen Koalition (Preußenkoalition) aus SPD, Zentrum und DDP regiert worden. Bei den preußischen Landtagswahlen am 24. April 1932 errangen die NSDAP 162 und die KPD 57 (zusammen also 219 Sitze) von insgesamt 423 Mandaten. Alle anderen Parteien zusammen erhielten erstmals nur eine Minderheit von 204 Sitzen. Ohne eine der demokratiefeindlichen Parteien konnte also keine Regierung mit parlamentarischer Mehrheit gebildet werden, was dazu führte, dass nach dem formalen Rücktritt der gesamten bisherigen Landesregierung – des Kabinetts Braun III – diese gemäß Artikel 59 der Landesverfassung geschäftsführend im Amt blieb. Diese Lage ähnelte der anderer Länder (Bayern, Sachsen, Hessen, Württemberg und Hamburg), mit denen sich die Reichsregierung jedoch nicht befasste.

## Vorgehen Papens und Hindenburgs
Rechnerisch möglich war in Preußen eine Mitte-Rechts-Regierung aus NSDAP (162 Sitze) und Zentrum (67 Sitze) mit einer Mehrheit von 229 Sitzen. Zusammen mit den 31 Sitzen der DNVP hätte diese Koalition sogar 260 von 423 Sitzen gehabt. Eine solche Koalition strebte Papen an; die NSDAP aber beanspruchte die Macht für sich allein. Per Brief forderte (der formal nicht zuständige) Papen am 7. Juni 1932 den der NSDAP angehörenden Landtagspräsidenten Hanns Kerrl auf, die geschäftsführende preußische Landesregierung durch eine gewählte zu ersetzen, was dieser jedoch aufgrund des Scheiterns von Koalitionsverhandlungen nicht gewährleisten konnte.
Daraufhin visierte Papen andere Möglichkeiten an: Die erste hätte in der Durchführung der schon länger debattierten Reichsreform bestanden, die Preußen aufgelöst bzw. aufgeteilt hätte. Weil dieser Weg erst langfristig zum Ziel geführt hätte, schwer erreichbar und hochumstritten war, favorisierte Papen eine andere Möglichkeit. Er plante, einen Reichskommissar anstelle der bisherigen Regierung zu ernennen und diese neue Ordnung nötigenfalls mit Hilfe der Reichswehr durchzusetzen.
In ähnlicher Weise war schon 1923 im Deutschen Oktober durch Reichspräsident Friedrich Ebert (SPD) die Reichsexekution durchgesetzt worden. Angesichts demokratisch gewählter Linksregierungen unter Einschluss der Kommunisten in Sachsen und Thüringen war die gewaltsame Absetzung dieser Regierungen dadurch begründet worden, dass in diesen Ländern Ruhe und Ordnung gefährdet seien, es bestand die Sorge vor einem von den Kommunisten geplanten – und von der Komintern in Moskau tatsächlich angeordneten – Revolutionsversuch. Nachdem die Regierung von Sachsen sich geweigert hatte, illegal aufgestellte Arbeitermilizen entwaffnen zu lassen, war die Reichsexekution verhängt und vollzogen worden. Lediglich in Hamburg war die Anordnung der Komintern zur Revolution dergestalt erfüllt worden, dass es zu einem kleineren kommunistischen Aufstand mit Todesopfern kam, der aber von der Polizei niedergeschlagen wurde.
Eine analoge Begründung fand man nun aber für Preußen in den Auseinandersetzungen der von Papen wieder zugelassenen SA mit den Kommunisten und Sozialdemokraten, die im Sommer 1932 einen Höhepunkt im Altonaer Blutsonntag am 17. Juli 1932 fanden. Die bürgerkriegsähnlichen Auseinandersetzungen und der unglücklich verlaufende Polizeieinsatz unterschieden sich jedoch merklich von der Reichsexekution gegen Sachsen des Jahres 1923. An der Verfassungstreue und dem polizeilichen Handlungswillen der sächsischen Linksregierung hatten tatsächlich Zweifel bestanden, davon konnte im Falle Preußens jedoch keine Rede sein.
Schon drei Tage vorher, am 14. Juli, hatte Reichspräsident Hindenburg auf Wunsch Papens, der ihn zu diesem Zweck mit dem Reichsinnenminister Wilhelm von Gayl in Neudeck aufgesucht hatte, eine undatierte Notverordnung gemäß Artikel 48 WRV unterzeichnet. Durch sie bevollmächtigte er den Reichskanzler zum Reichskommissar für Preußen und ermöglichte ihm die Amtsenthebung der geschäftsführenden preußischen Landesregierung. Hindenburg überließ Papen damit die Wahl des Zeitpunktes, von der Vollmacht Gebrauch zu machen. Papen wählte dazu den 20. Juli. Die dritte Möglichkeit, die darin bestanden hätte, abzuwarten und die preußischen Landesregierung im Amt zu belassen und darauf zu vertrauen, dass sie die Lage auch ohne parlamentarische Mehrheit in den Griff bekommen würde, zog Papen von vornherein nicht in Betracht.

## Ablauf des Preußenschlages
Am Mittwoch, dem 20. Juli 1932 wurden durch Papen für 10 Uhr vormittags die Vertreter der amtierenden Regierung des Landes Preußen, der stellvertretende Ministerpräsident Heinrich Hirtsiefer – statt des amtierenden, aber erkrankten Otto Braun – und der Innenminister Carl Severing zu einer Unterredung in die Reichskanzlei eingeladen. Beide Vertreter  Preußens waren ahnungslos. Da Severing auf Nachfrage beschieden wurde, es gehe um Finanzen und Agrarpolitik, brachte er noch Finanzminister Otto Klepper mit. Papen gab den verfassungsmäßigen Ministern den Inhalt der betont kurz gehaltenen Hindenburg-Verordnung zu seiner Einsetzung als Reichskommissar und die von ihm zu verfügende Absetzung der geschäftsführenden Regierung bekannt. Diese Absetzung sei erforderlich, da – so Papen – „die öffentliche Sicherheit und Ordnung in Preußen nicht mehr gewährleistet“ sei. Mit sofortiger Wirkung wurde der Ausnahmezustand verhängt und die Reichswehr zum Inhaber der vollziehenden Gewalt ernannt. Gegen diesen Staatsstreich verwahrten sich die Vertreter Preußens: Preußen habe keine Pflicht aus Reichsverfassung und Reichsgesetzen verletzt, sondern ebenso viel für die Sicherheit getan wie andere Länder, obgleich es die meisten und größten Gefahrenzonen besitze. Die Regierung Braun bestritt also die Verfassungsmäßigkeit der Notverordnung. Den Vorschlag Papens, die Amtsgeschäfte freiwillig abzugeben, beantwortete Severing abschlägig: Er „weiche nur der Gewalt“. Otto Klepper berichtete ein Jahr später in einem Aufsatz in der Exilzeitung Das neue Tagebuch, dass er nach diesem Satz erhofft habe, Severing werde sich zur Wehr setzen, zumal Papen und der ebenfalls anwesende Innenminister Gayl sehr unsicher gewirkt hätten.
„Ich schlug vor, die Sitzung mit Papen für eine Stunde zu unterbrechen, um das weitere Vorgehen der preußischen Regierung zu besprechen, und ging zu Tür. Aber Severing erklärte, er habe nichts mehr mit mir zu beraten, und blieb sitzen. Erst jetzt, also nachdem gewiss war, dass kein Widerstand bevorstand, erhielt der Staatssekretär Planck den Auftrag, das Reichswehrkommando in Marsch zu setzen.“ Daraufhin erteilte Reichswehrminister Kurt von Schleicher dem bereits geheim nach Berlin beorderten Hauptmann Vincenz Müller, der eigentlich Kommandeur einer Einheit in München war, den Befehl, die Preußische Polizeiführung zu entmachten. Diese weigerten sich mit Verweis auf die Nichtzuständigkeit der Reichswehr. Auf Zeit spielend, forderten sie, den übergebenen Befehl textlich zu verändern. Die Federführung und die Kontrolle dieser Abläufe lagen eindeutig bei von Schleicher, der hier gemeinsam mit Eugen Ott die analogen Schritte und zum Teil auch das fast deckungsgleiche Vorgehen in den einzelnen preußischen Regionen zur Entmachtung der Exekutive koordinierte. Von langer Hand vorbereitet, standen in den einzelnen Provinzen geheim angereiste Vertrauenspersonen von Papens und von Schleichers bereits zur Ämterübernahme bereit. Insofern trug diese Aktion den Charakter eines Staatsstreiches in sich.
Nach Ende der Unterredung verließen die preußischen Minister die Reichskanzlei.
Am Nachmittag des gleichen Tages ließ sich Severing, der über eine Polizeimacht von 90.000 preußischen Polizeibeamten gebot, von einer Delegation, bestehend aus dem von Papen neu ernannten Polizeipräsidenten mit zwei Polizisten, aus seinem Büro und Ministerium vertreiben. Papen hatte bereits um 11.30 Uhr mit der Reichswehr – damals noch in einer Stärke von 100.000 Mann – den militärischen Ausnahmezustand verhängt und besetzte nach dem Zurückweichen der preußischen Regierung das preußische Innenministerium, das Berliner Polizeipräsidium und die Zentrale der Schutzpolizei.

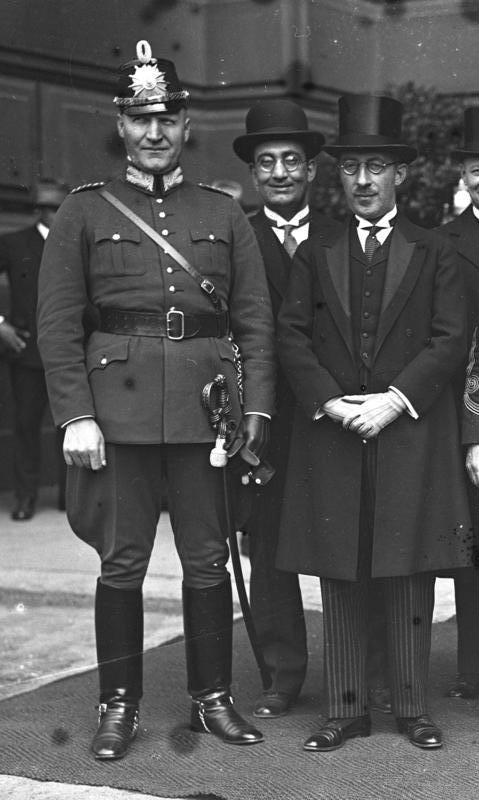
Polizei-Vizepräsident Weiß (rechts) und der Kommandeur der Schutzpolizei Heimannsberg (links), die während des Preußenschlags verhaftet wurden. (Das Foto wurde zu einem früheren Zeitpunkt aufgenommen.)

Der Berliner Polizeipräsident Albert Grzesinski, sein Stellvertreter Bernhard Weiß und der Kommandeur der Schutzpolizei, der zentrumsnahe Politiker Magnus Heimannsberg, wurden wegen ihrer Weigerung, sich dem Befehl der Reichswehrführung zu unterwerfen, um 17.00 Uhr in Arrest genommen. Erst nachdem sie sich per Unterschrift verpflichtet hatten, keinerlei Amtshandlungen mehr vorzunehmen, wurden sie am folgenden Tag freigelassen. Unmittelbar nach der Absetzung der Landesregierung begann eine groß angelegte Säuberungsaktion. Diese war bereits langfristig vorbereitet, indem für die in die eigene Hand zu nehmenden Ämter ausgewählte Vertrauenspersonen sich bereits am Ort des Handelns eingefunden hatten. Zahlreiche Amtsträger, die den bisherigen Koalitionsparteien angehörten, vor allem der SPD, wurden in den einstweiligen Ruhestand versetzt und durch konservative Beamte, in der Mehrzahl Deutschnationale, ersetzt. In besonderer Weise richtete sich dieser Schritt neben dem Kabinett von Otto Braun gegen die sozialdemokratischen Ober- und Regierungspräsidenten und führenden Sozialdemokraten innerhalb der Polizeiorganisationen. Nach dem Ruhestand folgten entweder, dann mit dem Erlass vom 12. November 1932, die Entlassung oder die Abordnung in die Provinz. Allein 69 Ministerialbeamte republikanischer Gesinnung wurden auf diesem Weg „kaltgestellt“. Darunter, neben Mitgliedern des Kabinetts Braun, der Vize-Oberpräsident der Provinz Ostpreußen Carl Steinhoff, der Landrat von Calau, Carl Freter, und weitere. Doch das war nur der erste Schritt.
Noch am gleichen Tag stellten sich mehrere der deutschen Länder sofort auf die Seite Preußens. So rief die bayerische Regierung am 20. Juli 1932 den Staatsgerichtshof an. Baden folgte mit dem gleichen Schritt einen Tag später. Auch Württemberg legte sofort Rechtsverwahrung gegen die erlassenen Notverordnungen ein. Hessen ergänzte mit einem sofortigen persönlichen Brief an den Reichspräsidenten. Hoch her und von Protesten und offener Kritik an von Papen gerichtet, ging es auf der am 23. Juli 1932 stattfindenden Länderkonferenz in Stuttgart. Die hier von den einzelnen Landesregierungen geäußerten Einschätzungen zur Lage war vor allem von der Sorge getragen, dass in den kommenden Tagen ein gleiches Procedere auch ihren Ländern durch die Reichsregierung drohe.
Diese Entwicklung zog sich bis weit in das Jahr 1933 hinein. Mit den gezielten Eingriffen gegenüber der Polizei, vor allem der Politischen Polizei, wurde in Preußen ein wesentlicher Teil des Machtapparates bereits vor der Kanzlerschaft Adolf Hitlers von SPD- und demokratischen Kräften „bereinigt“. Kaum Widerstand gab es vor allem deshalb, weil der SPD-Vorstand schon am 16. Juli beschlossen hatte, sich nicht mit den zur Verfügung stehenden Machtmitteln zu wehren, um keinen Bürgerkrieg heraufzubeschwören.

## Mitglieder der ersten Kommissariatsregierung
- Inneres und Stellvertreter des Reichskommissars und Reichskanzlers Papen: Franz Bracht, bisheriger Oberbürgermeister von Essen
- Handel: Friedrich Ernst, Reichskommissar für Bankenaufsicht im Kabinett von Heinrich Brüning
- Finanzen: Franz Schleusener, Staatssekretär im preußischen Finanzministerium
- Justiz: Heinrich Hölscher, Staatssekretär im preußischen Justizministerium
- Kultus: Aloys Lammers, Staatssekretär im preußischen Kultusministerium
- Landwirtschaft: Fritz Mussehl, Ministerialdirektor im preußischen Landwirtschaftsministerium
- Volkswohlfahrt: Adolf Scheidt, Ministerialdirektor im preußischen Wohlfahrtsministerium

## Reaktion der preußischen Staatsregierung
Die preußische Regierung lehnte es trotz ihrer vorherigen Beteuerungen ab, auf die offiziell durch Staatsnotstand und Notverordnung begründete Gewalt mit Gegengewalt zu reagieren. Der Einsatz der preußischen Polizei und des Reichsbanners wurde abgelehnt. Auch ein gewaltfreier Widerstand in Form eines Generalstreiks wurde verworfen, weil dieser angesichts der Arbeitslosigkeit in der Weltwirtschaftskrise kaum durchsetzbar schien. Ebenso wenig Aussicht auf Erfolg sah man in einem Aufruf zum zivilen Ungehorsam der Beamten. Für alle Fälle eines offenen Widerstandes rechnete die Regierung mit dem Ausbruch eines Bürgerkriegs, vor allem im Rahmen des bewaffneten Zusammenstoßes von Reichswehr und Landespolizei, den man unter allen Umständen vermeiden wollte. Außerdem hatte man den Rechtsweg noch nicht ausgeschöpft.
Daher reichte die Regierung am 21. Juli 1932 zunächst einen Antrag auf eine einstweilige Verfügung und eine Verfassungsklage beim Staatsgerichtshof des Reichsgerichts ein. Vertreten wurde sie dabei von Ministerialdirektor Arnold Brecht. Der Antrag auf einstweilige Verfügung wurde am 25. Juli 1932 abgelehnt, da das Gericht der endgültigen Entscheidung nicht vorgreifen wollte.
Goebbels notierte am 21. Juli in seinem Tagebuch: „Die Roten haben ihre große Stunde verpasst. Die kommt nie wieder.“

## Entscheidung des Staatsgerichtshofs vom 25. Oktober 1932
Der Staatsgerichtshof nannte in seinem Urteil in der Sache „Preußen contra Reich“ vom 25. Oktober die Maßnahmen des Reichskommissars Papen (der juristisch von Carl Schmitt, Erwin Jacobi und Carl Bilfinger vertreten wurde) zur Aufrechterhaltung von Ordnung und Sicherheit wegen des Staatsnotstandes teilweise rechtens – jedoch behalte die Regierung Braun ihre staatsrechtliche Stellung gegenüber Landtag, Reichstag, Reichsrat und Reichsregierung. Ihre Absetzung wurde als nicht gerechtfertigt betrachtet.
In der Zwischenzeit hatte Papens kommissarische Regierung die Spitzen von Verwaltungsapparat und Polizei bereits ausgetauscht.
Nach der Entscheidung des Staatsgerichtshofs trat die nun staatsrechtlich rehabilitierte, aber ihrer realen Macht beraubte Braun-Regierung als sogenannte „Hoheitsregierung“ wieder zu ihren wöchentlichen Kabinettssitzungen zusammen. Die tatsächliche Macht lag aber bei den Vertretern der „Reichsexekution“, der „Kommissarsregierung“ unter Franz Bracht. Die Bestimmungen des Urteils des Reichsgerichts wurden von der Reichsregierung nicht beachtet. Die befristete Tätigkeit der kommissarischen Verwaltung wurde nie beendet.
Die Öffentlichkeit griff das Thema mit sarkastischen Wortspielen wie „Brecht hat das Recht, aber Bracht hat die Macht“ und „Bracht bricht Brecht“ auf.
Karl Dietrich Bracher bewertete das kompromisshafte Urteil als eines von „grotesker Zwiespältigkeit“, da sein rechtlicher Teil für den preußischen Standpunkt spreche, „während sein politischer Grundtenor mit der Anerkennung des einmal Geschehenen dem staatsstreichförmigen Belieben einer nur auf die Autorität des Reichspräsidenten und die Machtmittel der Reichswehr gestützten Regierung entgegenkam“.

## Historische Bewertung der Ereignisse
Hagen Schulze fasste die Einschätzung der politischen Lage am 20. Juli 1932 seitens der preußischen Regierungsverantwortlichen Braun und Severing sowie der wichtigsten Vertreter der Eisernen Front, des Bündnisses von SPD, dem Allgemeinen Deutschen Gewerkschaftsbund (ADGB) und dem Reichsbanner Schwarz-Rot-Gold, so zusammen, dass jede realistische Überlegung gegen außerparlamentarische und außerrechtliche Aktionen gesprochen habe: Die preußische Polizei hätte sich gegen die Reichswehr nicht behaupten können; auf die Unterstützung durch nichtpreußische deutsche Länder wäre nicht zu zählen gewesen, und ein Generalstreik wäre in sich zusammengebrochen. Schulze selbst urteilte in seiner Otto-Braun-Biographie, dass jede größere Widerstandsaktion „Katastrophenpolitik“ gewesen wäre: „Ein Generalstreik, gar in Verbindung mit militärischen Unternehmungen der Polizei oder des Reichsbanners, hätte im Zeichen des militärischen Ausnahmezustands mit aller Wahrscheinlichkeit zu einer Militärdiktatur Schleichers geführt, vorausgesetzt, dass SA und SS die Gelegenheit nicht genutzt hätten, um durch einen Gewaltstreich ein nationalsozialistisches Regime zu etablieren und die ersehnte ‚Nacht der langen Messer‘ stattfinden zu lassen.“
Hans Mommsen sah im Vorgehen gegen Preußen einen mit verwaltungspolitischen Mitteln vorangetragenen „Klassenkampf von oben“, der auf einem Zusammenspiel zwischen hochkonservativer Kamarilla und Reichswehr mit den Nationalsozialisten beruhte.
Der Parteienforscher Franz Walter kam 2007 zu der Einschätzung, ein paar reaktionäre Barone hätten lediglich einen halben Tag gebraucht, um das politische Renommierwerk der Sozialdemokraten, eben das republikanische Preußen, zu zertrümmern, ohne dass die SPD diesem Treiben auch nur ansatzweise ernsthaft begegnete. „Es war wie immer: Auf Kundgebungen der Partei wurden martialische Reden gehalten, empörte Proteste bekundet, scharf formulierte Resolutionen verabschiedet. Das war es dann aber auch schon“. Im Sommer 1932 sei der Minderheit der Republikaner in Deutschland der Glaube an sich selbst unverkennbar verloren gegangen, was Hitler den Machtantritt leicht gemacht habe.
Heinrich August Winkler beurteilte die durch von Papen und von Schleicher vollzogene Aktion am 20. Juli 1932 in seiner umfassenden Arbeit über die Geschichte der Weimarer Republik 1993, als einen Staatsstreich. Sie war nach seinen Auffassungen nicht nur ein Schlag gegen die Republik, sondern ein lang angelegter Schlag gegen den Föderalismus. Mehrere Jahre später in einer speziellen Arbeit vom Juli 2022 beurteilt er die Chancen eines erfolgreichen Widerstands der republiktreuen Kräfte gegen den Preußenschlag vom 20. Juli 1932 ähnlich skeptisch wie Hagen Schulze. Die Ausgangslage für einen Generalstreik wäre 1932 eine gänzlich andere gewesen als bei jenem gegen den Kapp-Putsch 1920: Da habe Vollbeschäftigung geherrscht, während man sich 1932 mit 5,6 Millionen Erwerbslosen auf dem Höhepunkt der Weltwirtschaftskrise befunden und für Streikende der eigene Arbeitsplatz unmittelbar auf dem Spiel gestanden habe. Dass die preußische Polizei sich gegen den gerade erst wiedergewählten Reichspräsidenten Hindenburg hätte in den Kampf schicken lassen, sei kaum vorstellbar. Und auf kommunistische Unterstützung für die sozialdemokratische Regierung Braun sei schon gar nicht zu rechnen gewesen. Aus Winklers Sicht war der Altonaer Blutsonntag am 17. Juli 1932 die letzte Gelegenheit für die preußische Regierung, den bereits geplanten, aber noch nicht terminierten Staatsstreich vielleicht aufzuhalten. Dazu hätte man auf die Hamburger Ereignisse, die von rechts als Versagen gegen den linken Straßenterror angeprangert wurden, entschlossen reagieren und dem Vorschlag des Berliner Polizeipräsidenten Grzesinski folgen sollen, den Polizeipräsidenten von Altona sowie den zuständigen Regierungspräsidenten wegen Versagens im Amt sofort ihrer Posten zu entheben. Die seit dem Verlust der parlamentarischen Mehrheit im April 1932 nur noch geschäftsführend amtierenden Otto Braun – der sich zudem selbst bereits beurlaubt hatte – und Carl Severing hätten zu diesem Zeitpunkt jedoch bereits weitgehend resigniert.